# Abraçadeira de mangueira

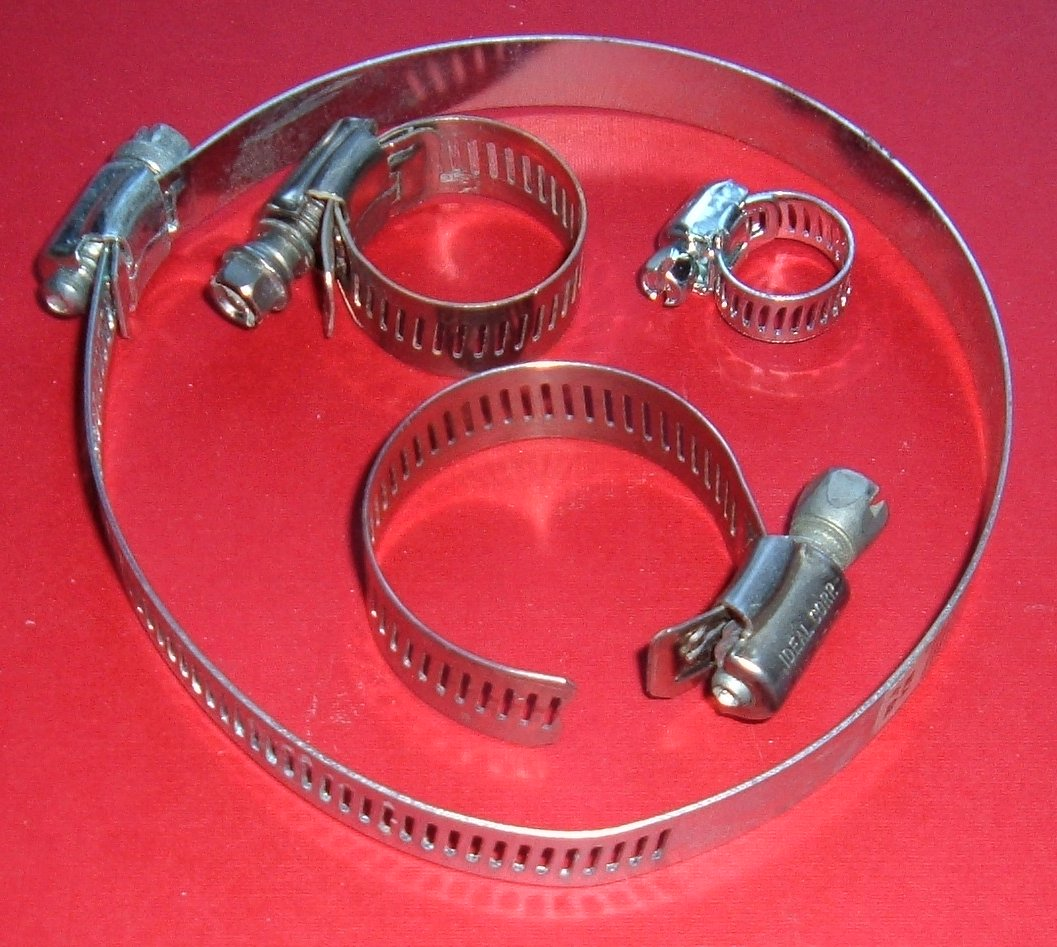
Abraçadeira de mangueira.

Uma braçadeira ou abraçadeira de mangueira é um dispositivo mecânico utilizado para amarrar uma mangueira de modo a garantir sua posição numa instalação. Uma abraçadeira de mangueira não é a mesma que uma abraçadeira de tubo. 